# Michelle Williams (natation)
Pour les articles homonymes, voir Michelle Williams et Williams.
Michelle Williams est une nageuse canadienne née le 2 janvier 1991 à Pretoria. Elle remporte la médaille de bronze du relais 4 × 100 mètres nage libre aux Jeux olympiques d'été de 2016 à Rio de Janeiro.